# Oligodendrocito
Los oligodendrocitos o bien oligodendroglías son un tipo de células de la neuroglía, más pequeñas que los astrocitos y con pocas prolongaciones, su citoplasma denso contiene un núcleo relativamente pequeño. Sus funciones principales son proporcionar soporte y aislamiento a los axones en el sistema nervioso central de algunos vertebrados, lo que equivale a la función que realizan las células de Schwann en el sistema nervioso periférico. Los oligodendrocitos hacen esto creando la vaina de mielina. Un solo oligodendrocito puede extender sus procesos hasta 50 axones, envolviendo aproximadamente 1 μm de vaina de mielina alrededor de cada axón; las células de Schwann, en cambio, sólo pueden envolver un axón. Cada oligodendrocito forma un segmento de mielina para varios axones adyacentes.
Sus precursores se originan en el tubo neural y se diferencian posteriormente en oligodendrocitos maduros una vez en sus destinos finales dentro del sistema nervioso central.

## Clasificación

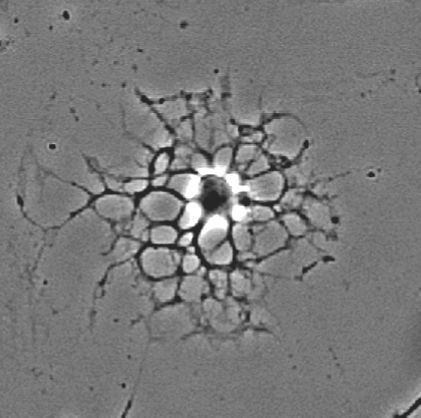
Oligodendrocito, cuerpo celular (centro) con múltiples prolongaciones filiformes. Microscopía óptica.

Se han identificado dos tipos de oligodendrocitos en la neuroglia:
- Los oligodendrocitos interfasciculares que se encargan de la producción de la vaina de mielina y aislamiento del axón en la sustancia blanca del Sistema nervioso central SNC.
- Los oligodendrocitos satelitales, de los cuales aún no se precisa su función, que están presentes en la sustancia gris.

## Formación de oligodendrocitos
Los oligodendrocitos derivan de las células progenitoras de oligodendrocitos (OPCs, del inglés oligodendrocyte precursor cells). Estos se generan en lugares concretos del tubo neural y desde allí migran a su destino final.
En su mayoría se originan durante la embriogénesis y en la vida posnatal temprana desde ciertas zonas periventriculares donde se encuentran los OPCs.
La generación de un adecuado número de oligodendrocitos comprende varias etapas. Primero, se inducen oligodendrocitos progenitores a partir de células neuroepiteliales de la zona ventricular. Después de la migración los oligodendrocitos progenitores se sitúan a lo largo de los tractos fibrosos de la futura sustancia blanca, se hacen no migratorios y se diferencian en oligodencrocitos inmaduros. Estas células adquieren características multipolares y sintetizan sulfatos y glicolipidos, para finalmente generar oligodendrocitos formadores de mielina.

## Funciones
- Además de actuar como sostén y de unión en el mismo sistema, también desempeñan otra importante función que es la de formar la vaina de mielina en la sustancia blanca del Sistema nervioso central SNC. Tienen su origen embrionario en las células de la tubo neural del ectodermo.